# Subh
Subh, en las crónicas cristianas conocida como «Aurora», (Reino de Pamplona, c. 940-Córdoba, 11 de diciembre de 999) fue una joven jariya, «esclava», de origen navarro o vasco —de hecho, tradicionalmente ha sido llamada Subh al-baskunsiyya, «la vascona»— que llegó a ser la favorita del entonces califa Alhakén II, dominando la vida cortesana en Medina Azahara y obteniendo una gran influencia en el desarrollo político del Califato de Córdoba durante la segunda mitad del siglo X. Por su condición de madre del heredero Hisham II también recibía el sobrenombre de umm walad (en árabe, «madre del niño»).

## Orígenes de su vida
Llevada cautiva a Córdoba cuando era niña, se crio en la cultura árabe-islámica, aprendiendo numerosos conocimientos y artes, pues al califa le fascinaban todos los ámbitos del saber. Prácticamente fue adiestrada en los saberes propios de las jawari, «esclavas cantoras», que usualmente incluían canto, obviamente, pero también «departir jurisprudencia con los alfaquíes, de poesía con los poetas y de tradiciones con los tradicionalistas». Físicamente ha sido descrita como una mujer rubia y hermosa —del tipo preferido por los nobles árabes andalusíes—.

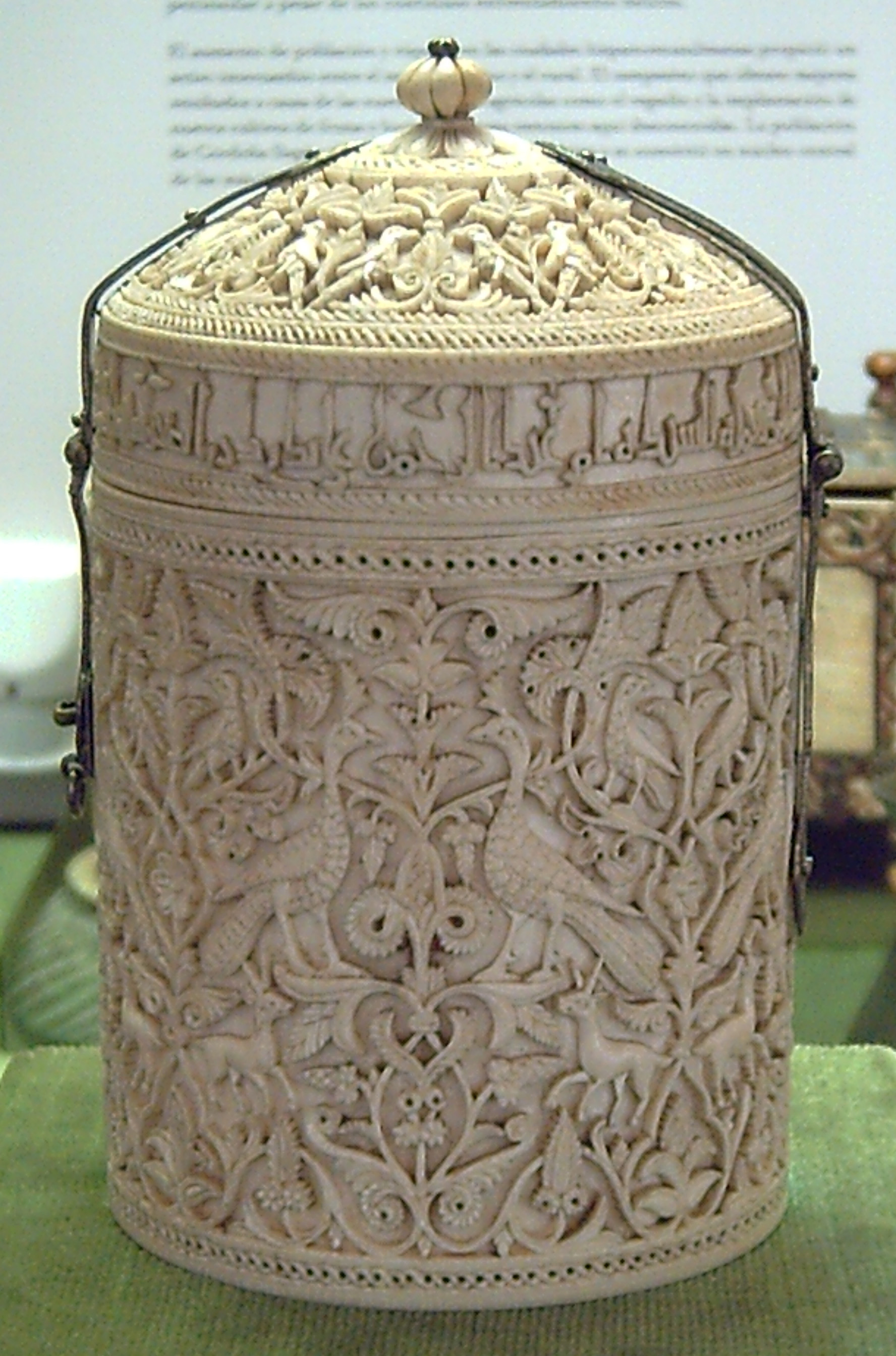
El llamado Bote de Zamora es un presente que recibió Subh, «Aurora», según indica la inscripción, por el nacimiento del hijo mayor del califa Alhakén.

En 962 nació su primer hijo, Abd al-Rahman o Abderramán, con lo que se aseguraba la sucesión en el trono y Subh se volvía la influyente favorita de Alhakén II. En gratitud por el nacimiento de su hijo fue llamada umm al-walad, «madre del hijo», por el califa, quien de inmediato la colmó de riquezas y tierras, aunque en la práctica eran del Estado. El bote de Zamora es una labrada cajita de marfil con la que un alto funcionario obsequió a la madre del hijo de Califa con ocasión de su primer hijo; se conservó en la Catedral de Zamora, hoy en el Museo Arqueológico Nacional de Madrid; véanse fotografía, inscripción y características.
En 965 nacía el pequeño Hisham ben al-Hakam, segundo hijo de Alhakén. Todo el poder de Subh radicaba por entonces en su ascendiente sobre el califa al ser la madre de sus hijos. El pequeño Abderramán murió en 970, pasando a ser su hermano Hisham el nuevo heredero. Como integrante del harén, Aurora tenía su vida muy restringida, como era habitual en el califato, pero por tolerancia del califa y como recompensa por haberle dado dos hijos varones, le permitía deambular fuera de Medina Azahara en ocasiones vestida de varón, usando un nombre masculino que le dio Alhakén II, y la colmaba de regalos y atenciones.
Las leyendas posteriores han dicho que Alhakén II era en verdad homosexual, razón por la cual no tenía descendencia, puesto que no mantenía relaciones sexuales con las mujeres de su harén; téngase en cuenta que en el santoral católico se venera a San Pelayo, como martirizado por negarse a acceder a las propuestas homosexuales de Abderramán,  padre de AlhakénII  de ahí que Subh soliera vestirse como efebo siguiendo la moda bagdadí y utilizando el nombre masculino de Cha'far, Ya'far o Djafar para ganarse el afecto y seducir a Alhakén.

## Relación con Almanzor
Corría el año 967 cuando se cruzaron las vidas de Subh y de un joven árabe yemení de origen relativamente humilde, Abu ʿAmir Muhammad ben Abi ʿAmir al-Maʿafirí (más conocido como Almanzor). La vascona se había quedado sin intendente que administrase los bienes de sus hijos, los príncipes herederos, por lo que le pidió al chambelán Yáfar al-Mushafi que le buscara uno. Debe mencionarse que ni Subh ni sus hijos poseían nada a título personal, ella era una esclava que había sido comprada y posteriormente casada con al-Hakem. Ellos eran menores de edad, incapaces por tanto de administrar su herencia. Ella sabía que para mantener su posición y asegurar el trono para sus hijos necesitaba funcionarios eficientes e influyentes y recursos a su favor. Por su parte, al-Mushafi no quería que cayera tan importante cargo en manos de un eslavo y por ese entonces Abu Ámir trabajaba en las oficinas del cadí Muhámmad ben al-Salim, donde había llamado la atención por su eficacia y austeridad.
El cadí recomendó al prometedor muchacho y fue aceptado, instalándose en el palacio el 22 de febrero de ese año. Una vez en el cargo, Abu Ámir buscó el modo de acceder a los círculos palatinos y atraer o seducir a Subh. Gracias a la protección de la vascona, el nuevo intendente inició su vertiginosa carrera, añadiendo a su cargo el de supervisor de la ceca (967), tesorero y curador de sucesiones (968), cadí de Sevilla y Niebla (969) y, finalmente, administrador de la casa del príncipe heredero el 11 o 14 de julio de 970, amasando de pasada una gran fortuna.
Según los rumores, a la vez que Abu Ámir se ganaba el apoyo de Subh y el harén suministrándoles dinero y exquisitos regalos, ambos personajes terminaron por convertirse en amantes. Desconcertado y furioso por la cercanía entre ambos, se dice que Alhakén II proclamó: 

«¿Es un mago o sólo un siervo inteligente? Aunque posean todo el oro del mundo, las mujeres de mi harén no tienen más ojos que para sus regalos: domina sus corazones y sólo él parece satisfacerles. ¡Tiemblo si pienso en lo que está en sus manos!».

Cuando su protegido es nombrado sahib al-shurta, se convierte en uno de los grandes políticos del califato andalusí en alianza estrecha con el chambelán (972). Un año después, el general eslavo Gálib es enviado por el califa a someter una revuelta bereber en el Magreb, y Abu Ámir tiene la misión de corromper con oro a los jefes locales, comprando su lealtad y obteniendo la posibilidad de movilizar su propio ejército mercenario. Al volver a la península, Abu Ámir recibe su primer cargo militar: el comando de las tropas mercenarias acuarteladas en la capital.

## Sucesión de Alhakén II
El 5 de febrero de 976, el anciano y enfermo califa decide asegurar el trono para su hijo, ordenando a sus funcionarios el juramento de lealtad. Pero cuando muere el 1 de octubre de ese mismo año, dos fatas («eunucos») eslavos, Fa'iq al-Nizamí y Chawdhar, proponen al hermano del difunto, Abu-l-Mutarrif al-Mughira, entronizarse pero a condición de aceptar a Hisham como su heredero. Justificaron tal plan aduciendo la corta edad de Hisham, que en la práctica le impedía desempeñar adecuadamente el título de califa. En consecuencia, los eslavos verían mejorada su posición en la corte andalusí y el chambelán al-Mushafi sería desplazado. Este último aparentó aceptar la propuesta pero inmediatamente después convocó a los notables del palacio y les atemorizó sobre sus posibles destinos si al-Mughira accedía al trono. Todos decidieron entonces asesinar al príncipe para asegurar que el pequeño Hisham se coronara califa.
Abu Ámir quedó a cargo de eliminar al pretendiente. Con las tropas de la capital entró en la residencia de al-Mughira y le ahorcó delante de las mujeres de su harén. El 8 de octubre se producía la bay'a, «coronación», de Hisham, quien gobernaría bajo la regencia del poderoso chambelán al-Mushafi y con Abu Ámir como visir o ministro. Todo con el apoyo de su madre, la «gran princesa» Subh.
Para evitar ganarse el odio de los eslavos, poderoso sector del ejército, se perdonó la vida de los dos conspiradores. Pero Chawdhar fue obligado a dimitir y Fa'iq desterrado.

## Régimen amirí

Mapa político de la península ibérica en torno al año 1000.

Siendo una mujer cultivada, inteligente y activa, Subh se volverá el principal soporte del poder amirí durante veinte años. Almanzor pronto sometería a toda la oposición proomeya y pondría al ejército bajo su mando personal, llevando a Córdoba a la cúspide de su poderío político-militar. Abu Ámir rápidamente comprendió que un ejército profesional, mercenario y bien pagado, era la clave del poder. Para justificar su posición, pondrá en su lugar a los reinos cristianos del norte peninsular, sus rivales musulmanes magrebíes y a los interminables intentos separatistas, presentándose como un campeón musulmán del yihad y creando un riquísimo mercado de esclavos gracias a sus razias.
Pero el ambicioso Abu Ámir no se conformaba con el segundo lugar. Al ver cómo el califa estaba siendo desplazado —primero por ser un niño y segundo por los hilos del poder, los mismos que garantizaban su permanencia en el trono—, Abu Ámir comprendió que el poder real quedaría en manos de un general con el arraigo en el ejército para hacer obedecer sus ciudadanos. De ahí que buscara el apoyo de Gálib, con quien dirigió varias razias por el Reino de León para conseguir la popularidad entre las masas cordobesas. El chambelán intentó desesperadamente congraciarse con el general eslavo casando a su hijo con la hija de aquel, pero desde su palacio de Medina Alzahira Abu Ámir maquinó hábilmente con Subh la cancelación del contrato, casándose él con la muchacha el 1 de enero de 978. Finalmente el 29 de marzo al-Mushafi es arrestado con sus hijos, siendo confiscados todos sus bienes. El desdichado chambelán murió en prisión cinco años después y Abu Ámir fue nombrado chambelán. Subh creyó haber encontrado un buen protector para su hijo, sin darse cuenta de que había nombrado un amo indiscutible para Córdoba. Hasta veinte años después de que Hisham subiera al trono, Subh no llegó a darse cuenta de que Abu Ámir se relacionaba con el califa de un modo muy perjudicial para este último.
Sin embargo, se sucedieron nuevas conspiraciones en rechazo a los injuriosos rumores sobre la verdadera naturaleza de Abu Ámir y Subh. En 979 se descubre una vasta conjura en la que participaba Chadwhar, quien terminó ejecutada. Lo único conseguido fue el endurecimiento del régimen. Después de la batalla de Torrevicente y la muerte de Gálib (981), Abu Ámir —más conocido como Almanzor— no contó con rivales internos gracias a su asociación con Subh.
En contraste con los reinos cristianos, en el califato islámico no había una división de poderes. El califa era el jefe máximo religioso, jurídico y civil a la vez lo que producía un frágil equilibrio de poderes que solo podía sustentarse en la existencia de un ejército poderoso —en el caso andalusí, uno formado por voluntarios yihadistas, mercenarios deseosos de buena paga y soldados-esclavos comprados en los mercados—. De ahí que, siguiendo el ejemplo de Bagdad y que pronto sucedería en El Cairo, los jefes militares fueran adquiriendo un poder tal que les llevaba a suplantar de facto a los califas en el gobierno. «El califato desembocaba en una dictadura militar» como respuesta natural a la debilidad experimentada por la nula división de funciones religiosas y temporales en la figura del soberano, por tanto, lo que hizo Almanzor y sus partidarios no fue más que la búsqueda de una solución duradera a aquel problema. El dictador andalusí, de la familia amirí, impuso una división práctica de poderes: el califa era el jefe nominal y detentaba el poder religioso, pero concedía a un rey el poder civil y militar. Esto llevaría a un rechazo férreo de los sectores legitimistas, que conspirarían varias veces para restablecer el poder que por derecho le correspondía al califa —que en la dura realidad estaba anulado, encerrado en su palacio—.

## Ruptura y final
Entre 996 y 998 se produjo la wahsa, «ruptura», entre Subh y Almanzor, ya que la primera empezó a conspirar como tantos otros antes, al ver cómo su hijo era desplazado de toda función propia de su título. Todo comenzó cuando Almanzor, dándose cuenta de la ilegitimidad de su autoridad y la fragilidad jurídica de su cargo por las limitaciones que tenía, decidió reforzar su poder modificando las leyes. Se decidió a fundar abiertamente su propia dinastía y desplazar oficialmente al califa a un cargo religioso. En 991 nombró chambelán y caíd supremo a su hijo predilecto, Abd al-Málik, en 992-993 ordenó que los documentos oficiales llevaran su sello en lugar del califal y que se mencionara su nombre después del de Hisham II en todas las oraciones en las mezquitas andalusíes. Así, el quinquenio de 991-996 preparó todo para la ruptura entre ambos influyentes personajes. Subh temió que su hijo —quien carecía de descendencia— fuera definitivamente destituido y procuró formar un partido opositor a Almanzor. Sin embargo, el plan del dictador seguía siendo que el débil y corrupto Hisham desempeñara un papel nominal. Pero el dictador había cometido el error de dejar de lado a la madre del califa tanto como al soberano mismo.
Subh, con algunos esclavones leales, sobornó a los guardias del tesoro califal, robando 80 000 dinares que hizo transportar en un centenar de cántaros, ocultos bajo miel, mermelada y frutas. Posteriormente, en la primavera de 996, junto con el prefecto de la ciudad, sacó el dinero de Córdoba. El propósito de tal maniobra era financiar una revuelta que pusiera fin al régimen amirí. Esta sería encabezada por el caíd del Magreb en 997. Almanzor decidió entonces trasladar el tesoro califal a su propia residencia, maniobra de la que se encargó Abd al-Málik, ya que su padre había enfermado.
Posteriormente obligaría a firmar a Hisham un acta donde delegaba todos sus poderes temporales en los amiríes. Así nació una nueva dinastía y Almanzor tomaba oficialmente los títulos de sayyid («señor») y málik karim («noble rey») en 998. Subh se veía forzada a abandonar la Corte. Más tarde dirigió, junto con su hijo predilecto y el general de Medinaceli, al-Wadih, una campaña contra el conspirador Ziri ibn Atiyya, cadí del Magreb, quien estaba disgustado por el trato dado al califa. El rebelde fue empujado al desierto y Abd al-Málik permaneció un tiempo en Fez actuando como una especie de «virrey» de Marruecos. Ziri se sometió en 999 y con él numerosos clanes, algunos de ellos antes leales al gobierno de Cairuán. Después de la exitosa pacificación, Abd al-Málik y al-Wadih volvieron a Córdoba, donde siguieron muy cercanos a Almanzor hasta su muerte el 9 de agosto de 1002.
Por su parte, Subh había muerto el 11 de diciembre de 999, dejando aún más vulnerable a su hijo ante las maquinaciones de Almanzor.